# Michael Davis
Michael Davis (5. června 1943 – 17. února 2012) byl americký rockový baskytarista, známý hlavně jako člen skupiny MC5. Do skupiny přišel v roce 1964, kdy nahradil jejich původního baskytaristu Pata Burrowse.